# Bogosia antinorii
Bogosia antinorii là một loài ruồi trong họ Tachinidae.